# Oberderdingen
Oberderdingen est une commune d'Allemagne, située au nord-est de Karlsruhe dans le Land de Bade-Wurtemberg et la région géographique du Kraichgau. Elle a été appelée Derdingen jusqu'en 1964 et ce nom reste encore aujourd'hui. La ville la plus proche d'Oberderdingen est Bretten.

## Histoire
La commune intègre l'ancienne commune de Flehingen en 1973.

## Transports
La commune est traversée par la Bundesstraße 293 de Pfinzal à Heilbronn, du sud-est au nord-ouest. Elle passe par Flehingen. Les routes locales L 554 et L 1103 desservent la commune dans son intégralité.
Au niveau des autoroutes, l'Autobahn 5 est accessible à Bruchsal, à 28 km à l'est de Oberderdingen. L'Autobahn 8 est accessible à Pforzheim, à 22 km au sud de Oberderdingen.
La ligne S4 des Karlsruher Verkehrsverbundes (KVV) traverse la commune du sud-est au nord-est. Cette ligne, appelée Kraichgaubahn, s'arrête à deux endroits dans la commune : "Oberderdingen-Flehingen Industriegebiet" et "Flehingen Babnhof".

## Culture

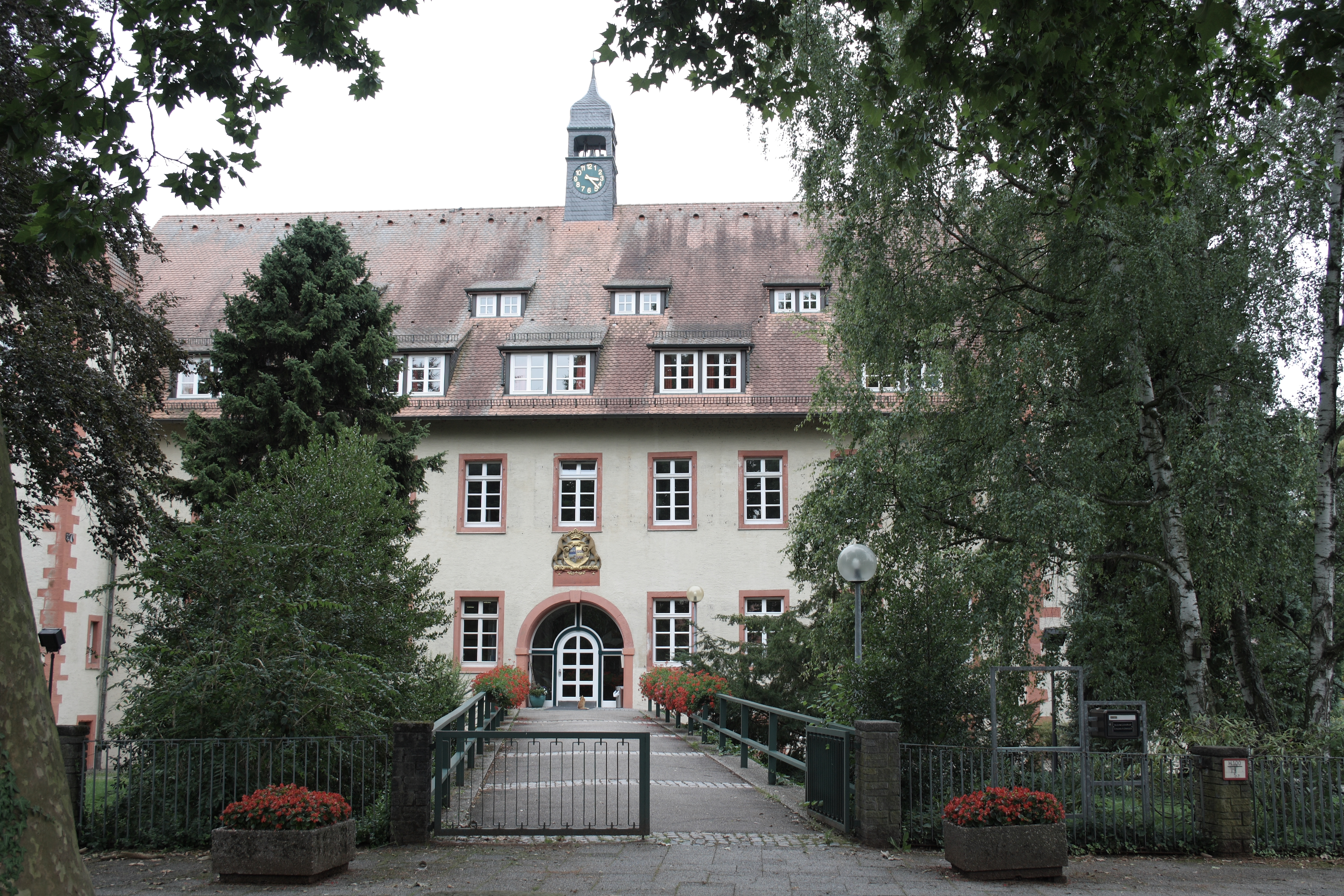
Entrée du château de Flehingen.

- Le château de Flehingen est un ancien château seigneurial de la Renaissance, situé à Flehingen, village dépendant de la commune.

## Politique
L'actuel bourgmestre (Bürgermeister) d'Oberderdingen est Thomas Newitzki, membre du parti CDU.
La commune est jumelée avec :
- Heinfels (Autriche) depuis le 27 avril 1991
- Villar Perosa (Italie) depuis le 21 octobre 2006

## Personnalités liées à la commune
- Jakob Barth (1851-1914), philologue né à Flehingen
- Carl H. Eigenmann (1863-1927), ichtyologiste né à Flehingen